# Aphantocephala
Aphantocephala is een geslacht van vlinders van de familie bloeddrupjes (Zygaenidae), uit de onderfamilie Chalcosiinae.

## Soorten
- A. centralis Rothschild, 1899
- A. collaris Jordan, 1925
- A. fragilis (Rothschild, 1899)
- A. moluccarum Felder, 1861
- A. solitaria Jordan, 1907
- A. vicina Jordan, 1925